# Aminta I di Macedonia
Aminta I (in greco antico: Αμύντας Ά`?; VI secolo a.C. – 498 a.C.) fu re di Macedonia.

## Biografia
Fu il primo dei re di Macedonia ad avere relazioni con altre nazioni; si alleò con Ippia di Atene, e quando questi venne esiliato dalla sua città gli offrì il territorio di Anthemous sul golfo Termaico.
Nel 512 a.C., Aminta fu costretto a fare atto di sottomissione all'Impero achemenide di Dario I dal satrapo Megabizo, che su incarico di Dario stava guidando la conquista achemenide della confinante Tracia.
Ebbe un figlio, Alessandro I, che gli successe sul trono nel 498 a.C., e una figlia, Gigea, che sposò Bubare figlio di Megabazo, uno dei due funzionari persiani responsabili, assieme ad Artachea figlio di Arteo, della costruzione del canale di Serse, secondo la testimonianza di Erodoto.